# Lithogenes
Lithogenes (Літогенес) — єдиний рід риб підродини Lithogeneinae з родини Лорікарієві ряду сомоподібні. Має 3 види. Тривалий час сомів цього роду відносили до родини Astroblepidae. Наукова назва походить від грецьких слів lithos — «каміння», і gene, тобто «рід».

## Опис
Загальна довжина представників цього роду коливається від 4,4 до 7,8 см. Види різняться між собою розмірами пластин і одонтод (шкіряних зубчиків). Голова подовжена (22—29 % загальної довжини), широка (78-95 % довжини голови), сплощена зверху. Очі маленькі. На щоках присутні 1-2 тонкі або широкі пластинки. Рот доволі широкий. Губи являють собою своєрідні присоски. Зуби двостулкові, можуть бути симетричними або асиметричними. Ці соми мають 12-28 передщелепних зубів. Тулуб сплощений, кістковими пластинками вкрита лише нижня частина (є представниками родини, які мають найменшу кількість пластинок). Спинний та анальний плавці мають 6-7 м'яких променів. У кожного з видів кількість променів спинного і анального плавця однакові. Грудні плавці складаються з 8-9 м'яких променів. Жировий плавець невеличкий (у L. villosus на ньому є окостенілий шип).

## Спосіб життя
Це демерсальні риби. Воліють до чистих й прозорих водойм. Зустрічаються в лісових невеликих річках з дуже швидкою течією і порогами. Активні у присмерку та вночі. Живляться перифітоном і м'якими водоростями. Їжу всмоктують ротом.

## Розповсюдження
Поширені у басейнах річок Ессекібо, Оріноко, Потаро та озері Валенсія (Венесуела).

## Види
- Lithogenes valencia
- Lithogenes villosus
- Lithogenes wahari